# NGC 2787
NGC 2787 (również PGC 26341 lub UGC 4914) – galaktyka soczewkowata (SB(r)0+), znajdująca się w gwiazdozbiorze Wielkiej Niedźwiedzicy. Odkrył ją William Herschel 3 grudnia 1788 roku.